# Franck Kom
Franck Kom (Douala, 1991. szeptember 18. –) kameruni válogatott labdarúgó, az Étoile du Sahel játékosa.